# Honda Concerto

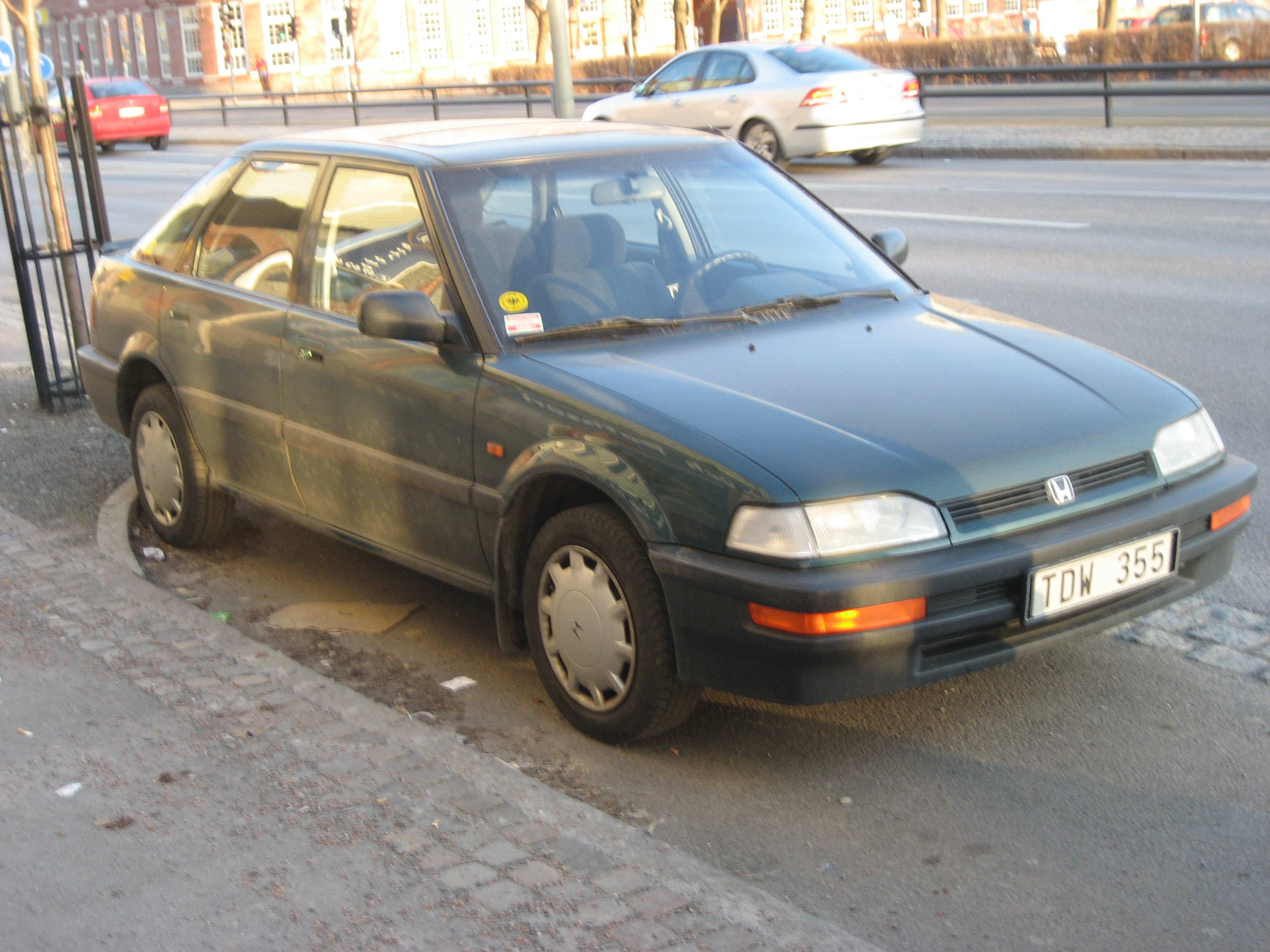
De Honda Concerto.

De Honda Concerto is een door Honda en Rover gezamenlijk ontwikkelde auto. De Honda Concerto is ook als Rover (de Rover 214) leverbaar geweest. De Concerto was in feite een luxe Civic met vijf deuren. In de middenklasse was dit eigenlijk het vlaggenschip van Honda.
In Nederland is de Concerto van 1990 tot 1994 geleverd. Kopers hadden de keus uit twee benzinemotoren: een 1,5l met 90 PK en een 1,6l met 112 PK. Beide motoren waren met een automaat leverbaar. De lichtste motorisering was de basisuitvoering. Deze had standaard een toerenteller, een interval op de ruitenwisser en hoofdsteunen voor en achter. Ook instapverlichting in de portieren was standaard. De 1,6 was echter ook maar in één uitvoering leverbaar, namelijk met onder andere meegespoten bumpers, vier elektrische ramen, stuurbekrachtiging en centrale vergrendeling. Ook waren de buitenspiegels elektrisch verstelbaar.
Van de Concerto was de 1,5 de meestverkochte versie. In totaal rijden er nog ongeveer vijfhonderd Concerto's rond in Nederland. In andere landen was de Concerto ook verkrijgbaar met een 1,4l en een (andere) 1,6l benzine- en een 1,8l dieselmotor die afkomstig was van Peugeot. In Frankrijk bijvoorbeeld is de diesel relatief veel verkocht.
Huidige modellen België & Nederland:
Civic ·
CR-V ·
HR-V ·
e ·
Jazz ·
NSX
Overige modellen internationaal:
Life ·
Zest ·
N BOX ·
Acty ·
Vamos ·
Civic Hybrid ·
FCX Clarity ·
Freed ·
Stream ·
StepWGN ·
Odyssey ·
Elysion ·
Crosstour ·
Passport ·
Pilot ·
Ridgeline
Uit productie:
N ·
Z ·
Today ·
That's ·
T ·
TN ·
S ·
Beat ·
Logo ·
Capa ·
Mobilio ·
L ·
S-MX ·
Airwave ·
CRX ·
1300 ·
Quintet ·
Integra ·
Concerto ·
Domani ·
Prelude ·
Ascot ·
Avancier ·
FR-V ·
Shuttle ·
Inspire ·
Legend ·
HR-V ·
Crossroad ·
Element ·
Horizon ·
Tourmaster ·
S2000 ·
NSX